# テルガーテ
テルガーテ（伊: Telgate  ( 音声ファイル)）は、イタリア共和国ロンバルディア州ベルガモ県にある、人口約4,900人の基礎自治体（コムーネ）。

## 地理

### 位置・広がり
ベルガモ県東部のコムーネ。県都ベルガモから東南東へ16km、ブレシアから西北西へ30km、州都ミラノから東北東へ55kmの距離にある。

#### 隣接コムーネ
隣接するコムーネは以下の通り。括弧内のBSはブレシア県所属を示す。
- ボルガレ
- キウドゥーノ
- グルメッロ・デル・モンテ
- パラッツォーロ・スッローリオ (BS)
- パロスコ

### 地震分類
イタリアの地震リスク階級 (it) では、3 に分類される
。

## 姉妹都市
- シュマルトノ・プリ・リティイ、スロベニア